# リガ包囲戦 (1700年)
リガ包囲戦（リガほういせん、英語: Sieges of Riga）は、大北方戦争中の1700年2月22日と6月15日（グレゴリオ暦）、リガで行われた2回の包囲戦:687。エリク・ダールベリ率いるスウェーデン駐留軍約4千はザクセン軍の侵攻を撃退、カール12世率いるスウェーデン本軍がリガの戦いでザクセン軍を完全に打ち破って包囲を解くまで持ちこたえた。リガが次に包囲されるのは、ピョートル1世率いるロシア軍が侵攻してきた、リガ包囲戦の1710年のことであった。